# Nhà thi đấu Quảng Châu
Nhà thi đấu Quảng Châu (giản thể: 广州体育馆; phồn thể: 廣州體育館) là nhà thi đấu trong nhà ở Quảng Châu, Trung Quốc. Khu vực này thường được sử dụng như một nơi tổ chức các buổi hòa nhạc và thi đấu thể thao như bóng rổ và quần vợt. Nó được xây dựng từ 11 tháng 2 năm 1999 và mở cửa vào 30 tháng 6 năm 2001, với sức chứa 10.000 người. Nó được thiết kế bởi Paul Andreu.

## Sự kiện đáng chú ý
- Giải vô địch bóng bàn đồng đội thế giới 2008
- Sudirman Cup 2009
- Đại hội Thể thao châu Á 2010
- 02 tháng 7 năm 2011: Jolin Tsai《Myself World Tour》 "蔡依林 Myself世界巡迴演唱會"
- 30 tháng 6 năm 2012: 2012 Shinhwa Grand Tour in China: The Return - buổi hòa nhạc trở lại của nhóm nhạc nam Hàn Quốc Shinhwa, sau 4 năm thực hiện nghĩa vụ quân sự.[1]
- 20 tháng 4 năm 2013: Show 2013 của Show Luo 《Over the limit》 World Live Tour "羅志祥 無極限 演唱會"

## Liên kết
- Thông tin Lưu trữ ngày 4 tháng 2 năm 2012 tại Wayback Machine